# Gudfarslokarna
Gudfarslokarna är varandra näraliggande sjöar i Ljusdals kommun i Hälsingland och ingår i Ljungans huvudavrinningsområde.
- Gudfarslokarna (Ramsjö socken, Hälsingland, 691343-148572), sjö i Ljusdals kommun, 62°19′58″N 15°31′46″Ö / 62.3329°N 15.5295°Ö
- Gudfarslokarna (Ramsjö socken, Hälsingland, 691358-148564), sjö i Ljusdals kommun, 62°20′03″N 15°31′41″Ö / 62.3342°N 15.528°Ö